# Neutronenüberschuss
Neutronenüberschuss nennt man in der Kernphysik die Differenz zwischen Neutronenzahl N und Protonenzahl Z eines Atomkerns:
{\displaystyle NUe=N-Z}
Da für die Massenzahl A gilt {\displaystyle A=N+Z\Leftrightarrow N=A-Z}, wird der Neutronenüberschuss gleichbedeutend auch definiert als:
{\displaystyle \Rightarrow NUe=A-2Z}
Der Neutronenüberschuss stabiler Atomkerne ist bis auf 15 Ausnahmen größer als Null und steigt mit wachsender Massenzahl A.
Gelegentlich bezeichnet man auch die jeweilige Abweichung von der Winkelhalbierenden {\displaystyle N=Z\Leftrightarrow {\frac {N}{Z}}=1} der Nuklidkarte, nämlich die Zahl {\displaystyle {\frac {NUe}{Z}}={\frac {N}{Z}}-1={\frac {A}{Z}}-2}, als Neutronenüberschuss – besser ist hier die Bezeichnung „Relativer Neutronenüberschuss“.

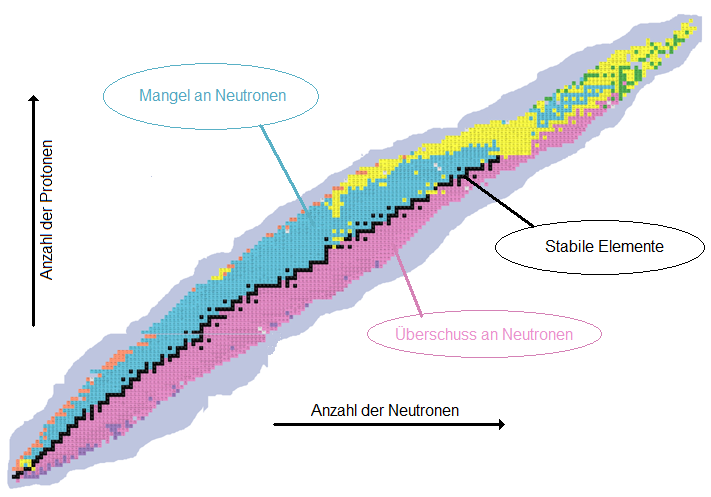
Nuklidkarte mit radioaktiven Zerfallsarten:
schwarz = stabil,
rosa = β−-Zerfall wegen Neutronenüberschusses,
blau = EC- oder β+-Zerfall wegen Protonenüberschusses,
gelb = Alpha-Zerfall

## Auswirkung auf die Stabilität von Atomkernen
Das Bild (eine Nuklidkarte) zeigt, wie sich das Verhältnis von Neutronen- zu Protonenzahl auf die Stabilität eines Atomkerns auswirkt:
- Die stabilen, also nicht radioaktiven Nuklide sind als schwarze Felder eingezeichnet. Sie reichen von Wasserstoff (1H) links unten bis zum Blei (208Pb) deutlich vor dem Ende rechts oben. Die Orte dieser Nuklide bilden eine schwach gekrümmte „Banane“ mit mehreren Lücken bei bestimmten Protonen- oder Neutronenzahlen. Beispielsweise gibt es keine stabilen Kerne mit Protonenzahl Z=43 (Technetium) oder Z=61 (Promethium).
- Rechts davon – im violetten Gebiet – findet man die Nuklide mit relativ hohem Neutronenüberschuss. Sie sind radioaktiv, der Überschuss wird meist durch β−-Zerfall abgebaut.
- Links davon – im blauen Gebiet – herrscht Mangel an Neutronen (statt als Neutronenmangel kann man das auch als Protonenüberschuss bezeichnen). Auch diese Nuklide sind radioaktiv, sie unterliegen dem β+-Zerfall oder dem Elektroneneinfang.
- Enthält der Kern mehr als 82 Protonen, so ist er in jedem Fall instabil.

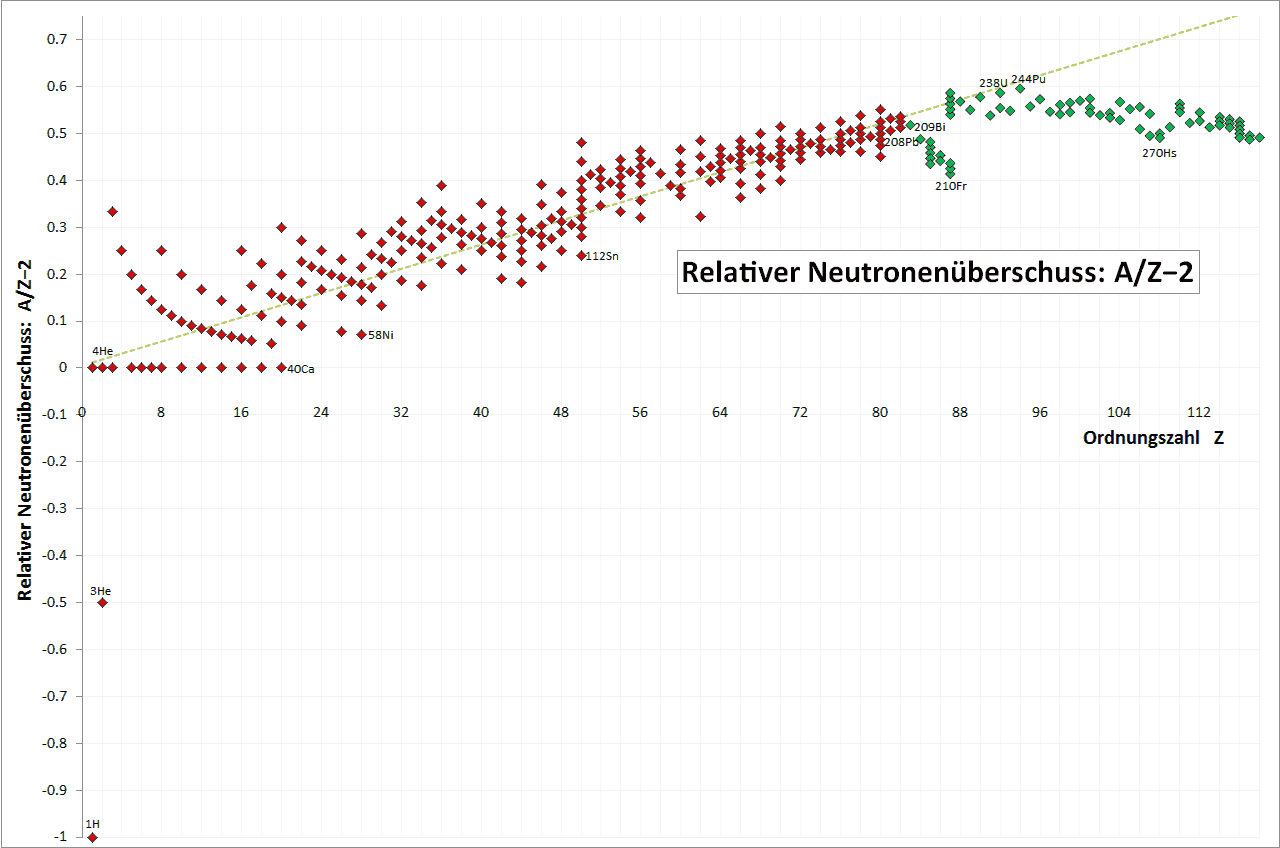
Rot : Relativer Neutronenüberschuss stabiler Nuklide. Er steigt etwa linear mit der Ordnungszahl an. Grün : Relativer Neutronenüberschuss schwererer, radioaktiver, „relativ stabiler“ Nuklide. Hier fällt der relative Neutronenüberschuss wieder etwas ab.
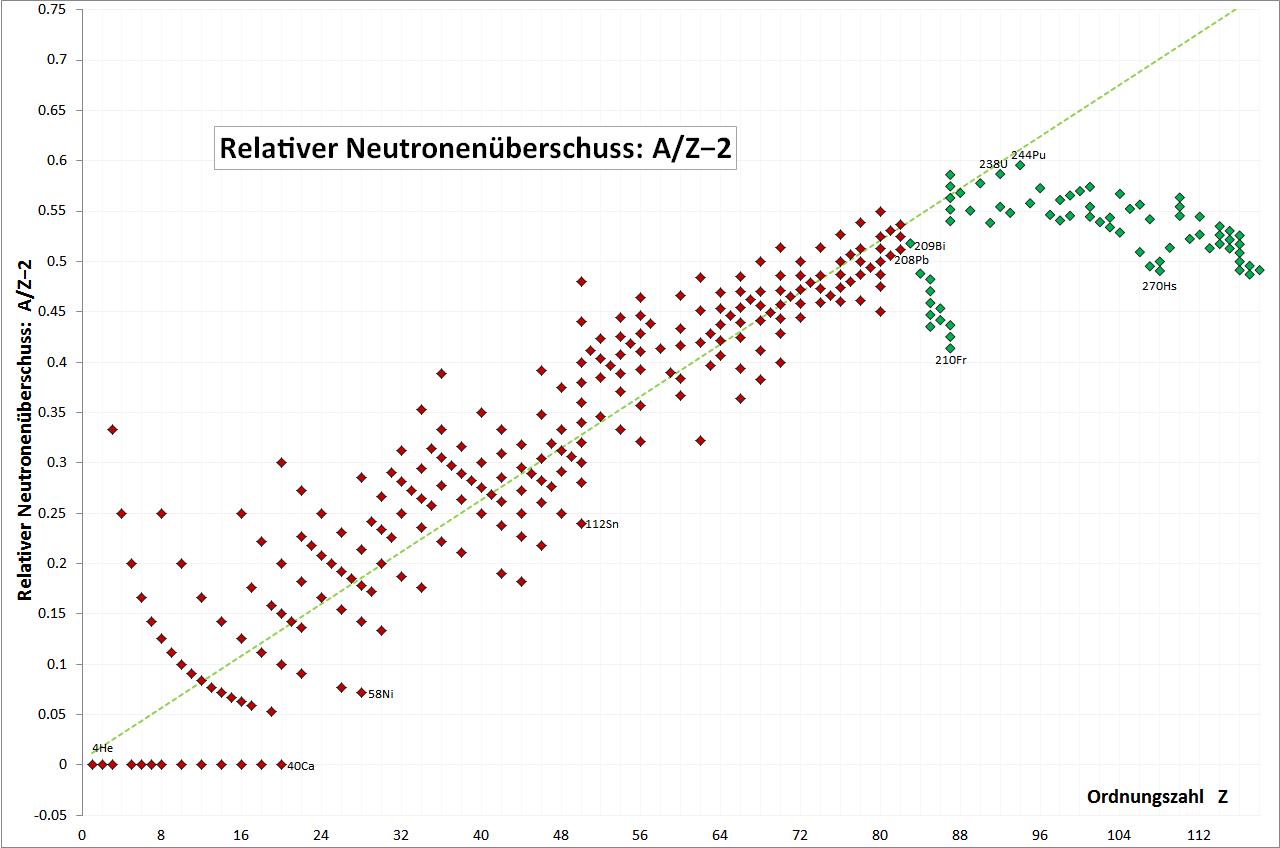
Gestreckte Darstellung des Bereichs von A/Z − 2 = 0,0 bis 0,7

## Auswirkung bei der Kernspaltung
Die Massenabhängigkeit des relativen Neutronenüberschusses erklärt, warum Spaltprodukte in der Regel Beta-minus-Strahler sind. Der hohe Neutronenüberschuss eines Kerns wie etwa U-235 findet sich nach der Kernspaltung in seinen Bruchstücken (den Spaltfragmenten) wieder; diese enthalten daher für ihre Kernmasse zu viele Neutronen. Der Überschuss wird stufenweise durch drei Prozesse abgebaut:
- direkte Emission prompter Neutronen innerhalb von 10−14 Sekunden nach dem Zerfall;
- verzögerte Neutronenemission der dann immer noch neutronenreichen Spaltprodukte in Millisekunden bis Sekunden. Die Existenz dieser verzögerten Neutronen ermöglicht überhaupt erst die Steuerbarkeit kritischer Kernreaktoren;
- Beta-minus-Zerfälle, also Umwandlung von Neutronen in Protonen.

## Extremwerte
Der größte bisher experimentell festgestellte Neutronenüberschuss ist 61, der bei den Isotopen 293Lv, 289Fl, 285Cn, 281Ds und 277Hs auftritt.